# Amphilimna olivacea
Amphilimna olivacea är en ormstjärneart som först beskrevs av George Richard Lyman 1869.  Amphilimna olivacea ingår i släktet Amphilimna och familjen trådormstjärnor. Inga underarter finns listade i Catalogue of Life.